# Alie Conteh
Alie Conteh (Freetown, 29 ottobre 2004) è un calciatore sierraleonese, attaccante dello Strømsgodset e della nazionale sierraleonese.

## Carriera

### Club
Conteh ha iniziato la carriera con la maglia del Goderich, trasferendosi poi all'East End Lions con la formula del prestito. Nella stagione 2022-2023 ha giocato per il Kallon, con la medesima formula. Con questa maglia, in data 9 settembre 2022 ha effettuato il proprio esordio nella Coppa della Confederazione CAF, sostituendo Baimba Sesay nella vittoria per 0-1 arrivata sul campo del Buffles du Borgou. Sempre con questa casacca, ha partecipato al Torneo di Viareggio 2023. Al termine della stagione, è rientrato al Goderich per fine prestito.
L'8 marzo 2024 è stato ufficializzato il suo trasferimento – sempre in prestito – ai norvegesi del Mjøndalen. Ha debuttato in 1. divisjon il 1º aprile successivo, venendo schierato titolare nel pareggio casalingo per 1-1 arrivato contro il Raufoss: è stato espulso all'81º minuto della partita. Il 28 aprile ha trovato le prime reti con questa maglia, siglando una tripletta nella vittoria interna per 5-3 arrivata contro il Vålerenga.
Il 7 luglio 2025 è stato reso noto il suo passaggio allo Strømsgodset: ha firmato un contratto quadriennale, valido a partire dall'11 luglio, data di riapertura del calciomercato locale.

### Nazionale
Conteh ha esordito per la Sierra Leone in data 24 marzo 2022: ha sostituito Jonathan Morsay in una sconfitta per 3-0 subita contro il Togo, in amichevole.

## Statistiche

### Presenze e reti nei club
Statistiche aggiornate all'11 luglio 2025.
| Stagione         | Club             | Campionato       | Campionato | Campionato | Coppe nazionali | Coppe nazionali | Coppe nazionali | Coppe continentali | Coppe continentali | Coppe continentali | Supercoppe | Supercoppe | Supercoppe | Totale | Totale |
| Stagione         | Club             | Comp             | Pres       | Reti       | Comp            | Pres            | Reti            | Comp               | Pres               | Reti               | Comp       | Pres       | Reti       | Pres   | Reti   |
| ---------------- | ---------------- | ---------------- | ---------- | ---------- | --------------- | --------------- | --------------- | ------------------ | ------------------ | ------------------ | ---------- | ---------- | ---------- | ------ | ------ |
| 2024             | Mjøndalen        | 1D               | 26+2       | 6+1        | CN              | 2               | 0               | -                  | -                  | -                  | -          | -          | -          | 30     | 7      |
| gen.-lug. 2025   | Mjøndalen        | 1D               | 13         | 5          | CN              | 4               | 7               | -                  | -                  | -                  | -          | -          | -          | 17     | 12     |
| Totale Mjøndalen | Totale Mjøndalen | Totale Mjøndalen | 39+2       | 11+1       |                 | 6               | 7               |                    | -                  | -                  |            | -          | -          | 47     | 19     |
| lug.-dic. 2025   | Strømsgodset     | ES               | 0          | 0          | CN              | -               | -               | -                  | -                  | -                  | -          | -          | -          | 0      | 0      |
| Totale           | Totale           | Totale           | 39+2+      | 11+1+      |                 | 6+              | 7+              |                    | -                  | -                  |            | -          | -          | 47+    | 19+    |